# Dijana Grudiček
Dijana Grudiček (Rijeka, 4 juni 1978) is een Kroaatse voormalig biatlete en langlaufster. Ze vertegenwoordigde Slovenië op de biatlon op de Olympische Winterspelen 2002 in Salt Lake City, de Olympische Winterspelen 2006 in Turijn en de Olympische Winterspelen 2010 in Vancouver. In 2007 trouwde ze met Matevž Ravnikar en samen hebben zij een dochter, Mia (2009).

## Resultaten

### Olympische Winterspelen
| Jaar | Plaats         | Resultaten                                                                          |
| ---- | -------------- | ----------------------------------------------------------------------------------- |
| 2002 | Salt Lake City | 57e 15 km individueel 6e 4x7,5 km estafette                                         |
| 2006 | Turijn         | 55e 7,5 km sprint LAP 10 km achtervolging 30e 15 km individueel 6e 4x6 km estafette |
| 2010 | Vancouver      | 37e 7,5 km sprint 39e 10 km achtervolging 35e 15 km individueel 8e 4x6 km estafette |

### Wereldkampioenschappen
| Jaar | Plaats           | Resultaten                                                                                                  |
| ---- | ---------------- | --- |
| 2001 | Pokljuka         | 82e 7,5 km sprint 61e 15 km individueel 7e 4x7,5 km estafette                                               |
| 2003 | Chanty-Mansiejsk | 54e 7,5 km sprint 52e 10 km achtervolging 7e 4x6 km estafette                                               |
| 2004 | Oberhof          | 60e 7,5 km sprint 47e 10 km achtervolging 67e 15 km individueel 10e 4x6 km estafette                        |
| 2005 | Hochfilzen       | 71e 7,5 km sprint 8e 4x6 km estafette                                                                       |
| 2005 | Chanty-Mansiejsk | 15e Gemengde estafette                                                                                      |
| 2006 | Pokljuka         | 5e Gemengde estafette                                                                                       |
| 2007 | Antholz          | 60e 7,5 km sprint 52e 10 km achtervolging 39e 15 km individueel 4e 4x6 km estafette                         |
| 2008 | Östersund        | 10e 7,5 km sprint 11e 10 km achtervolging 25e 12,5 km massastart 57e 15 km individueel 12e 4x6 km estafette |
| 2013 | Nové Město       | 92e 7,5 km sprint 88e 15 km individueel 17e 4x6 km estafette                                                |

### Wereldbeker
Eindklasseringen
| Seizoen   | Algemeen | Individueel | Sprint | Achtervolging | Massastart |
| --------- | -------- | ----------- | ------ | ------------- | ---------- |
| 2003/2004 | 76e      |             |        |               |            |
| 2004/2005 | 52e      |             |        |               |            |
| 2005/2006 | 40e      |             |        |               |            |
| 2006/2007 | 39e      |             |        |               |            |
| 2007/2008 | 24e      |             |        |               |            |
| 2009/2010 | 43e      |             |        |               |            |